# 992 Swasey
992 Swasey este o planetă minoră (asteroid), cu un diametru de 27,585 km, din centura de asteroizi. A fost descoperită pe 14 noiembrie 1922 la Yerkes Observatory⁠(d) de Otto Liudvigovici Struve⁠(d). 
Obiectul prezintă o orbită caracterizată de o semiaxă mare de 3,0233931951244 UAi, o excentricitate de 0,09008832627367, o înclinație de 10,871 ° în raport cu ecliptica.